# Zeno Clash
Zeno Clash è un videogioco di tipo sparatutto in prima persona/picchiaduro a scorrimento sviluppato dal team cileno indipendente ACE Team e pubblicato da Valve il 21 aprile 2009. Il gioco segue le gesta di Ghat, un giovane che vive nel pianeta immaginario di Zenozoik. Dotato di uno stile grafico molto particolare, è arrivato fra i cinque finalisti dell'Independent Games Festival sotto la categoria "Excellence in Visual Art". Un seguito, Zeno Clash 2, è stato annunciato il 20 maggio 2009.

## Modalità di gioco
Zeno Clash è un picchiaduro a scorrimento dotato di visuale in prima persona, con alcuni elementi da sparatutto: si possono utilizzare alcune armi da fuoco, anche se la maggior parte dei combattimenti si svolgono tramite mani nude o con oggetti contundenti. In una intervista i programmatori hanno definito il gioco come una via di mezzo fra Dark Messiah of Might and Magic e Double Dragon.

## Zeno Clash: Ultimate Edition
Una versione distribuita attraverso Xbox Live è stata pubblicata a marzo 2010. Sono presenti contenuti esclusivi come un nuovo attacco e una nuova modalità multiplayer.